# Суён (станция метро)
«Суён» (кор. 수영) — подземная станция Пусанского метро на Второй линии и конечная подземная станция Третьей линии. Станция «Суён» на Первой линии представлена островная платформа, на Третьей линии — двумя боковыми платформами. Станция обслуживается Пусанской транспортной корпорацией. Расположена в квартале Суён-дон административного района Суён-гу города-метрополии Пусан (Республика Корея). Название «Суён» происходит от «Кёнсан чвасуён», что означает командование левой частью флота Кёнсандо (стоявшего в Сеуле, если смотреть на юг, налево от этого округа). На станции установлены платформенные раздвижные двери.
Станция «Суён» на Первой линии была открыта 29 августа 2002 года, на Третьей линии — 28 ноября 2005 года.
Станцией метро не связана с одноименной ж/д станцией линии Тонхэ-Намбу (Пусан — Пхохан), открытой 15 июля 1934 года.
Рядом с станцией расположены:
- Исторический парк Суён
- Рынок Суён Пхальто
- Начальная школа Суён
- Средняя школа Тонсуён